# Ossipee Mountains
Die Ossipee Mountains sind eine kleine Bergkette in New Hampshire in den USA. Sie sind Reste eines alten vulkanischen Ring-Dykes und liegen nördlich des Lake Winnipesaukee, östlich des Squam Lake und südlich der Sandwich Range, der südlichsten Bergkette der White Mountains. Der 911 m hohe Mount Shaw ist ihre höchste Erhebung.

## Geologie und Physiographie
Die Ossipee Mountains sind die Überreste eines 125 Millionen Jahre alten vulkanischen Ring-Dykes, der Überrest eines kreidezeitlichen Schichtvulkans der späteren magmatischen Provinz White Mountain. Der Komplex ist in der Draufsicht kreisförmig und hat einen Durchmesser von 14 km. Der Ring-Dyke-Komplex ist auf Satellitenbildern leicht zu erkennen. Sein südöstlicher Rand befindet sich etwa 8 km nordwestlich des Stadtzentrums von Ossipee.
Die Bildung einiger, aber nicht aller 36 gefundenen Ring-Dykes ist auf Calderaabsenkung zurückzuführen. Die Zusammensetzung reicht von Monzonit bis Quarzsyenit.